# Oligotrichum semilamellatum
Oligotrichum semilamellatum là một loài Rêu trong họ Polytrichaceae. Loài này được (Hook. f.) Mitt. mô tả khoa học đầu tiên năm 1859.